# Вікторія Бергсман
Вікторія Бергсман (Victoria Bergsman; нар.. 4 травня 1977) — шведська співачка, музикантка, авторка пісень. Спочатку вона здобула популярність як вокалістка гурту The Concretes, яку залишила в 2006 році, і, записавши вокал для хіта «Young Folks» шведського тріо Peter Bjorn and John, почала випускати музику під ім'ям Taken by Trees.

## Життєпис
Вікторія Бергсман була вокалісткою The Concretes протягом 12 років з часу заснування колективу в 1995 році. За її участю були записані два студійних альбоми, кілька синглів та міньйонів. 2004 року Peter Bjorn and John випустили на синглі кавер-версію пісні «Teen Love», яка також увійшла до другого альбому тріо Falling Out, а в серпні 2006 року, незабаром після уходу Бергсман з The Concretes, відбувся реліз хіта «Young Folks», записаного за її участі. Пізніше вона також записувала вокал на трьох треки з альбому Beautiful Future (2008) гурту Primal Scream і на синглах шведського дуету Korallreven: «Honey Mine» (2010) та «As Young As Yesterday» (2011).
Покинувши гурт, Бергсман почала сольний проєкт під ім'ям Taken by Trees і в 2007 році видала дебютний альбом Open Field на лейблі Rough Trade. Платівку допомагав записувати Бйорн Іттлінг, музикант вищезазначеного тріо. Через два роки вийшов другий диск Taken by Trees під назвою East of Eden. Під час роботи над ним Бергсман вирушила до Пакистану, де зібрала гурт музикантів-аматорів, з якими записала альбом.
Кавер-версія хіта Guns N' Roses «Sweet Child o' Mine» у виконанні Taken by Trees, вийшла 2009 року на синглі, зайняла 23-е місце в британському хіт-параді. Пісня також прозвучала в трейлері фільму «Останній будинок зліва» і в завершальних титрах романтичної кінокомедії «Життя, як вона є».
У лютому 2012 року лейбл Secretly Canadian уклав контракт з Taken by Trees. Other Worlds, третя студійна робота проєкту, натхненна подорожжю на Гаваї, вийшла в жовтні 2012 року.

## Дискографія

### У складі The Concretes
- Limited Edition, міні-альбом (1999)
- Lipstick Edition, міні-альбом (1999)
- Nationalgeographic, міні-альбом (2001)
- Boyoubetterunow, збірник (2000)
- The Concretes (2003)
- Layourbattleaxedown, збірник (2005)
- In Colour (2006)

### Taken by Trees
Альбоми
| Рік  | Альбом                                                                | Найвище місце в чарті |
| Рік  | Альбом                                                                | SE                    |
| ---- | --------------------------------------------------------------------- | --------------------- |
| 2007 | Open Field - Дата випуску: 17 червня 2007 - Лейбл: Rough Trade        | 56                    |
| 2009 | East of Eden - Дата випуску: 6 вересня 2009 - Лейбл: Rough Trade      | 43                    |
| 2012 | Other Worlds - Дата випуску: 2 жовтня 2012 - Лейбл: Secretly Canadian |                       |

Сингли
- Lost and Found (2007)
- Sweetness (2008)[14]
- Sweet Child o' Mine (2008)
- Watch the Waves (2009)
- Anna (2009)
- Dreams (2012)[13]

### Співпраця
| Рік  | Виконавець           | Робота                                                    |
| ---- | -------------------- | --------------------------------------------------------- |
| 2006 | Camera Obscura       | «If Looks Could Kill», «I Need All The Friends I Can Get» |
| 2006 | Peter Bjorn and John | «Young Folks»                                             |
| 2006 | Rayon (Маркус Ахер   | «Libanon 2»                                               |
| 2007 | TTA                  | «Taken Too Young»                                         |
| 2008 | Primal Scream        | «Uptown», «The Glory of Love», «The Summer»               |
| 2010 | Korallreven          | «Honey Mine»                                              |
| 2011 | Korallreven          | «As Young As Yesterday»                                   |